# Toddin
Toddin ist eine Gemeinde im Landkreis Ludwigslust-Parchim in Mecklenburg-Vorpommern. Sie wird vom Amt Hagenow-Land mit Sitz in der Stadt Hagenow verwaltet.
Zum 26. Mai 2019 wurde die Gemeinde mit der westlich angrenzenden Nachbargemeinde Setzin zu einer neuen Gemeinde Toddin fusioniert.

## Geografie
Toddin liegt an der südwestlichen Stadtgrenze von Hagenow. Durch die Gemeinde fließt De Beck. Die Bundesstraße 321 führt auf ihrem Weg von Pritzier nach Hagenow mitten durch Toddin.
Das Gemeindegebiet gliedert sich in die Ortsteile Toddin, Gramnitz, Setzin, Grünhof, Ruhetal und Schwaberow sowie die Siedlung Clausenheim.
Umgeben wird Toddin von den Nachbargemeinden Wittenburg im Norden, Hagenow im Nordosten, Pätow-Steegen im Südosten, Warlitz im Süden, Pritzier im Südwesten sowie Vellahn im Westen.

## Geschichte
Toddin wurde erstmals in dem am 3. April 1194 in Ratzeburg ausgefertigten Isfriedschen Teilungsvertrag als Todin erwähnt. Der Ratzeburger Bischof Isfried einigte sich darin mit dem Domkapitel, dass dieses fortan ein Drittel des Zehnten aus dem Stiftsgut Toddin erhalten sollte.
Der Ortsname wird auf einen Personennamen zurückgeführt, wird aber auch vom altslawischen Wort Toda abgeleitet und als Ort des Toda gedeutet.
Toddin ist schon früh besiedelt gewesen, was zahlreiche Funde aus unterschiedlichen Perioden belegen. Auf der Toddiner Feldmark wurde ein Urnengrab aus der vorrömischen Eisenzeit ausgegraben. Am Mühlenbach fanden sich vier Gruben mit slawischen Keramikscherben. Eine Verhüttung von Raseneisenerz hat schon im 4. Jahrhundert stattgefunden, davon zeigt ein Brennofen, der in Toddin ausgegraben wurde. 1128 ist die Oll Burg urkundlich genannt. Sie lag an der Südwestecke des Dorfes und bestand aus Burg, Wohnplatz und Bauhof. Es war eine aus Holz und Erdwällen gebaute Burganlage, sicher wendischen Ursprungs.
Von 1194 bis 1230 erscheint ein Kolonist Henricus Huscit (Huxit) als Lokator in Toddin. Er muss ein sehr rühriger Mann gewesen sein, denn er trat in mehreren Orten als Lokator auf. Seine zur Vasallenschaft des Landes gehörende Familie starb noch im selben Jahrhundert aus. Zu dieser Zeit war Toddin ein geistlich-ritterschaftliches Kommuniondorf, gehörte es teilweise dem Domkapitel Ratzeburg und dem bereits genannten Kolonisten.
Ab 1432 nahm ein Knappe Hans von Pentz als Lehnsmann Toddin in Besitz. 1505 ist Hans von Pentz auf Toddin durch Achim von Lützow gewaltsam ums Leben gekommen. Nach Landesrecht wurde folgende Buße ausgesprochen: Als 1505 der Versall Achim Lützow seinen Standesgenossen Hans Pentz getödtet hatte, ließ Herzog Heinrich einen Vertrag zwischen Jenem und dem Erben des Anderen dahin vermitteln, daß ihnen der Mörder 300 Gulden rheinisch zahlte, 50 Frauen und Jungfrauen von Adel zum Leichenbegräbniß stellte, auch 30 Pfd. Wachs und 30 Paar Schuhe nebst 2 Stück Tuch den Armen gab und endlich eine Wallfahrt nach Einsiedeln für das Seelenheil des Erschlagenen ausrichtete.
1615 kaufte Hartwig von Pentz auch das Gut in Cammin. Die Pentzer Familie blieb bis 1670. Rechtsnachfolger wurde 1672 Herzog Friedrich zu Grabow, ein Bruder des regierenden Herzog Adolf Friedrich. Er kaufte neben Toddin noch Pätow, Grünenhof und Quast. Toddin wurde ein herzogliches Domanialdorf und zum Amt Schwerin gelegt.
Bereits 1624 gab es in Toddin schon eine Glashütte auf dem Hüttenkanp. Vom Hüttenmeister Jost Gundlach befindet sich die Grabplatte von 1686 in der Kirche zu Hagenow.
Die Familien von Pentz strengten in den Jahren 1677, 1772 und 1836 Reluitions- und Revokationsklagen zur Rückerlangung ihres Besitzes an. Doch diese wurden in letzter Instanz durch das Rostocker Oberappellationsgericht am 7. März 1850 kostenpflichtig abgewiesen.

### Gutshof
Das Herrenhaus war ein zweistöckiger Fachwerkbau von elf Achsen. Wann und von wem es erbaut wurde, ist unbekannt. Zu DDR-Zeiten wurde es abgerissen. Der Gutshof war im Karree angelegt, das Herrenhaus stand an der kurzen Stirnseite. Stallungen und Scheunen einander gegenüber an den Längsseiten. Nur das Viehhaus stand etwas abseits auf einer leichten Anhöhe.
Erster Pächter war der Amtmann von Paepke zu Quassel, ihm folgten Hagemeister und 1859 Lüpke. 1880 wurde Wilhelms Pächter und 1912 Werner von Arnswalde. 1932 wurde das Gut Toddin aufgesiedelt.

### Kapelle
Die kleine Fachwerkkapelle wurde 1520 von Joachim von Pentz als Sühnekapelle für seinen 1505 durch Achim von Lützow ermordeten Vater Hans von Pentz errichtet. Sie wurde am 11. November 1520 durch den Bischof Heinrich von Ratzeburg geweiht und bestätigt. Der kleine Fachwerkbau von zwölf Achsen hatte ein steiles Walmdach mit Biberschwanzdachziegeln und einem Schornstein. Auf der Wetterfahne am Westende des Daches war die Jahreszahl 1745 eingearbeitet. Im Innern der Kapelle befand sich die Familiengruft der Familie von Pentz.
Die Kapelle hatte einen freistehenden Glockenstuhl und war von einem Friedhof umgeben. Die Kirchenglocke wurde 1745 gegossen und war im unteren Feld mit verschiedenen kleinen Rundbildchen in der Größe von Münzen verziert.
Vor dem westlichen Eingang stand noch bis Mitte des 20. Jahrhunderts ein eigenartiges Grabmonument, das die Form einer Henkelurne nachahmte und eine höchst charakteristische Inschrift enthielt. Der Verstorbene Christian Friedrich Hartwig von Lützow soll sein schönes Geschäft als Kammerherr und Oberforstmeister schöner und ungehindert in einer höheren Gegend liebevoll fortsetzen.
1956 soll die Kapelle wegen Baufälligkeit abgerissen und eingeebnet worden sein. Auch der Grabstein ist verschwunden. Heute befindet sich auf dem Platz ein kleines schlichtes Gebäude.

## Politik

### Gemeindevertretung und Bürgermeister
Der Gemeinderat besteht (inkl. Bürgermeister) aus 11 Mitgliedern. Die Wahl zum Gemeinderat am 26. Mai 2019 hatte folgende Ergebnisse:
| Partei/Bewerber     | Prozent | Sitze |
| ------------------- | ------- | ----- |
| WG Für unser Dorf   | 49,97   | 5     |
| Wählergruppe Setzin | 48,53   | 5     |

Bürgermeister der Gemeinde ist Marco Haurenherm, er wurde mit 77,15 % der Stimmen gewählt.

### Wappen
| Wappen von Toddin | Blasonierung: „Geteilt; oben in Rot ein schräglinks gestelltes silbernes Eichenblatt mit drei silbernen Eicheln an einem schräg abzweigenden silbernen Stiel; unten in Gold eine blaue Kornblumenblüte mit blauem Stielende.“ |
| Wappen von Toddin | Wappenbegründung: In dem Wappen sollen mit dem Eichenblatt und der Kornblume die historischen und gegenwärtigen Erwerbsquellen der Einwohner versinnbildlicht werden, die Forstwirtschaft und die Landwirtschaft. Die Kornblume ist zudem Symbol verschiedener Ortsvereine. Das Wappen und die Flagge wurde von dem Schweriner Heraldiker Karl-Heinz Steinbruch gestaltet. Es wurde am 16. August 1995 durch das Ministerium des Innern genehmigt und unter der Nr. 87 der Wappenrolle des Landes Mecklenburg-Vorpommern registriert. |

### Flagge
Die Flagge wurde am 8. Januar 2001 durch das Ministerium des Innern genehmigt.
Die Flagge ist gleichmäßig längs gestreift von Gelb und Rot. In der Mitte des Flaggentuchs liegt, auf jeweils zwei Drittel der Höhe des gelben und des roten Streifens übergreifend, das Gemeindewappen. Die Höhe des Flaggentuchs verhält sich zur Länge wie 3:5.

### Dienstsiegel
Das Dienstsiegel zeigt das Gemeindewappen mit der Umschrift „GEMEINDE TODDIN • LANDKREIS LUDWIGSLUST-PARCHIM“.

## Sehenswürdigkeiten
- Fachwerkkapelle aus dem Jahr 1520

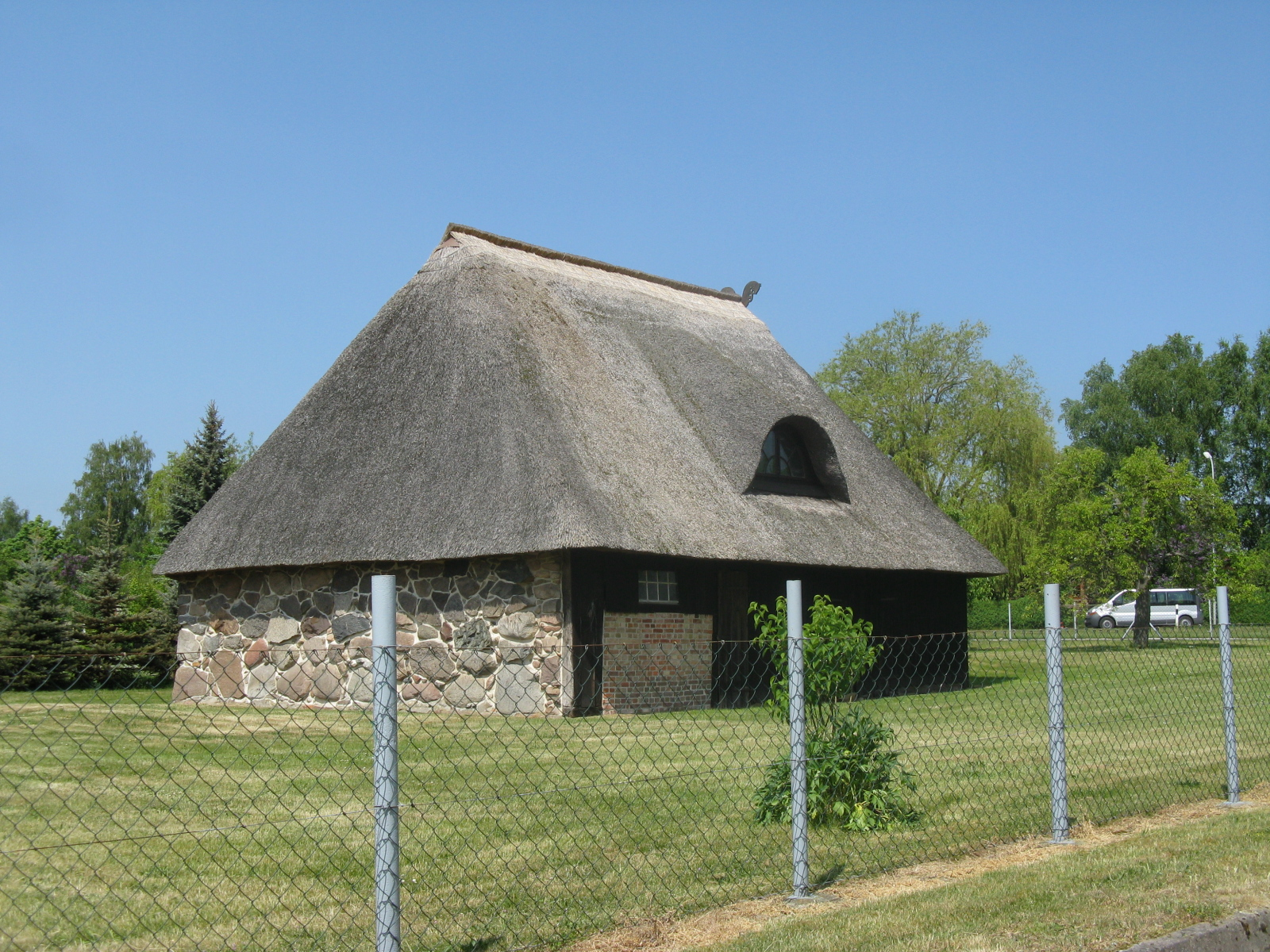
Feldsteinscheune

- Feldsteinscheune in Toddin, Alte Dorfstraße 7

→ Siehe auch Liste der Baudenkmale in Toddin

## Ansässige Unternehmen
- Schmitz Cargobull, Fertigung von Lkw-Aufliegern und Anhängern.[18]

## Persönlichkeiten
- Hermann von Suckow (* 1. August 1820 in Toddin; † 1. Mai 1895 in Dresden), großherzoglicher Kammerherr und Intendant des Seebads Heiligendamm
- Adolf von Bülow (1844–1919), preußischer Offizier, zuletzt Generalleutnant.

## Gedruckte Quellen
- Mecklenburgisches Urkundenbuch (MUB)
- Mecklenburgische Jahrbücher (MJB)